# はましま薫夫
はましま薫夫（はましま しげお、女性）は日本のゲームの原画家・イラストレーター。元Starlink、CLOCKUP所属。東京都板橋区在住。過去の名義に浜島重雄が女性向け作品にある。肉感的な女性が特徴である。

## 人物
漫画の話を考えるよりも絵を描く方が得意であったため漫画家ではなくイラストレーターを志望する。アリスソフトの「DiaboLiQuE」をプレイし衝撃を受けアダルトゲーム制作会社を志望。Starlinkの立ち上げに参加。TYPE-MOONの入社試験も受けていた。その後CLOCKUPに移籍し「センチネル」で原画家デビュー。ペンネームが男性名の理由は「ヌキゲーを作っていて女の名前にすると売れないよ」と言われたことから。「えろげー! -Hもゲームも開発三昧-」発売後に体調不調などからCLOCKUPを退社した。
抜きゲーで参考にした原画家には滝美梨香（ジェリーフィッシュ）、たかぴこを挙げている。

## 担当作品

### はましま薫夫名義

#### ゲーム原画
- センチネル (2006年)[2]
- 凌辱学園長/奴隷倶楽部 〜読心調教録〜 (2007年)[2]
- こっすこす! -あなた好みのコスプレHしてあげる-[2]
- 黄昏に煌く銀の繰眼[2]
- わんにゃんパック
- えろげー! -Hもゲームも開発三昧-[2]
- えろまんが! Hもマンガもステップアップ♪
- お隣の黒人夫に抱かれて啼き悶える最愛の妻。その引き換えに味わう黒人妻の肌。-Big Black Cock＆Big Black Butt＆My Sweet Wife-
- A.G.II.D.C. 〜あるぴじ学園2.0 サーカス史上最大の危機!?〜 (2011年)[2]
- euphoria (2011年)[2]
- ぽちとご主人様[2]
- フラテルニテ (2014年)
- Maggot baits(2018年)
- バカだけどチンチンしゃぶるのだけはじょうずなちーちゃん☆
- シンソウノイズ〜受信探偵の事件簿〜 (2016年)
- みにくいモジカの子 (2018年)
- 鏖呪ノ嶼（2024年）[7]

#### イラスト
- メガストア表紙（2009年1月号 - 2009年12号[8]）
- 泳ぎません。（著：比嘉智康、MF文庫J、2011年）[2]
- セクシャル・ハンター・ライオット（著：築地俊彦、講談社ラノベ文庫、2011年 - 2013年）[2]
- euphoria -another room-（著：浅生詠、ぷちぱら文庫）[2]
- 薬師るり3rdアルバム「colorful life」ジャケット (2009年)[2]
- エロゲートラウまにあくす -心にクる衝撃的エロゲ- 表紙・裏表紙（マックス）
- 20世紀美少女 (ナスターシャ)[9]
- バケモノたちが嘯く頃に -バケモノ姫の家庭教師-（著：竜騎士07、電撃文庫、2020年）

#### 漫画
- 危険性ガール（作画：折音詩千生、原作：築地俊彦）キャラクターデザイン協力

### 三兵志麻名義
- NO,THANK YOU!!! (2013年)

## 画集
- はましま薫夫アートワークス ISBN 978-4-86379-139-8、マックス (2011年)

## コラム
- 浜島重雄のみーとぱらだいすっ!（PUSH!! 2006年10月号 - 2007年3月号）[10]
- お江戸かわらばん（PUSH!! 2008年12月号 - 2009年5月号）[2]